# Cinéma palestinien

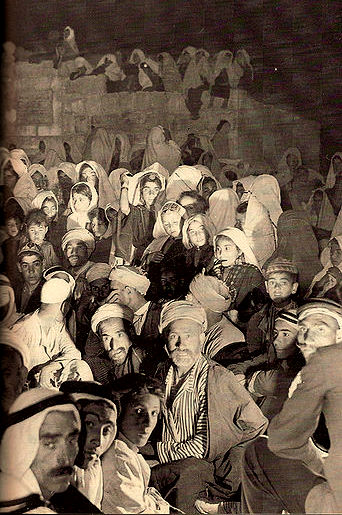
Des villageois de Halhul, au nord d'Hébron, attendent une projection de film en plein air. 1940

Le cinéma palestinien, en tant que cinéma tourné en Palestine ou tourné par des Palestiniens, naît dans les années 1930. Cinéma débutant dans des thèmes classiques dans les années 1920 et 1930, connaissant une éclipse après la Nakba, il devient essentiellement un cinéma engagé dans les années 1960-1980. Depuis une trentaine d’années, les genres et les approches se renouvellent. Il reste marqué par le contexte du conflit israélo-palestinien.
Dans sa chronologie du cinéma palestinien, Noemí Artal a recensé 291 films produits entre 1927 et 2013.

## Histoire
On peut diviser l'histoire du cinéma palestinien en deux tendances historiques :
- films au discours explicitement politique de l’institut du cinéma palestinien, fondé en 1968 par Hani Jawhirriya, qui entendait « mettre le cinéma tout entier au service de la révolution palestinienne » ;
- films au langage plus esthétique réalisés à partir de 1980 par Michel Khleifi et les jeunes auteurs qu’il a inspirés.

### Première période: les débuts, 1935–1948

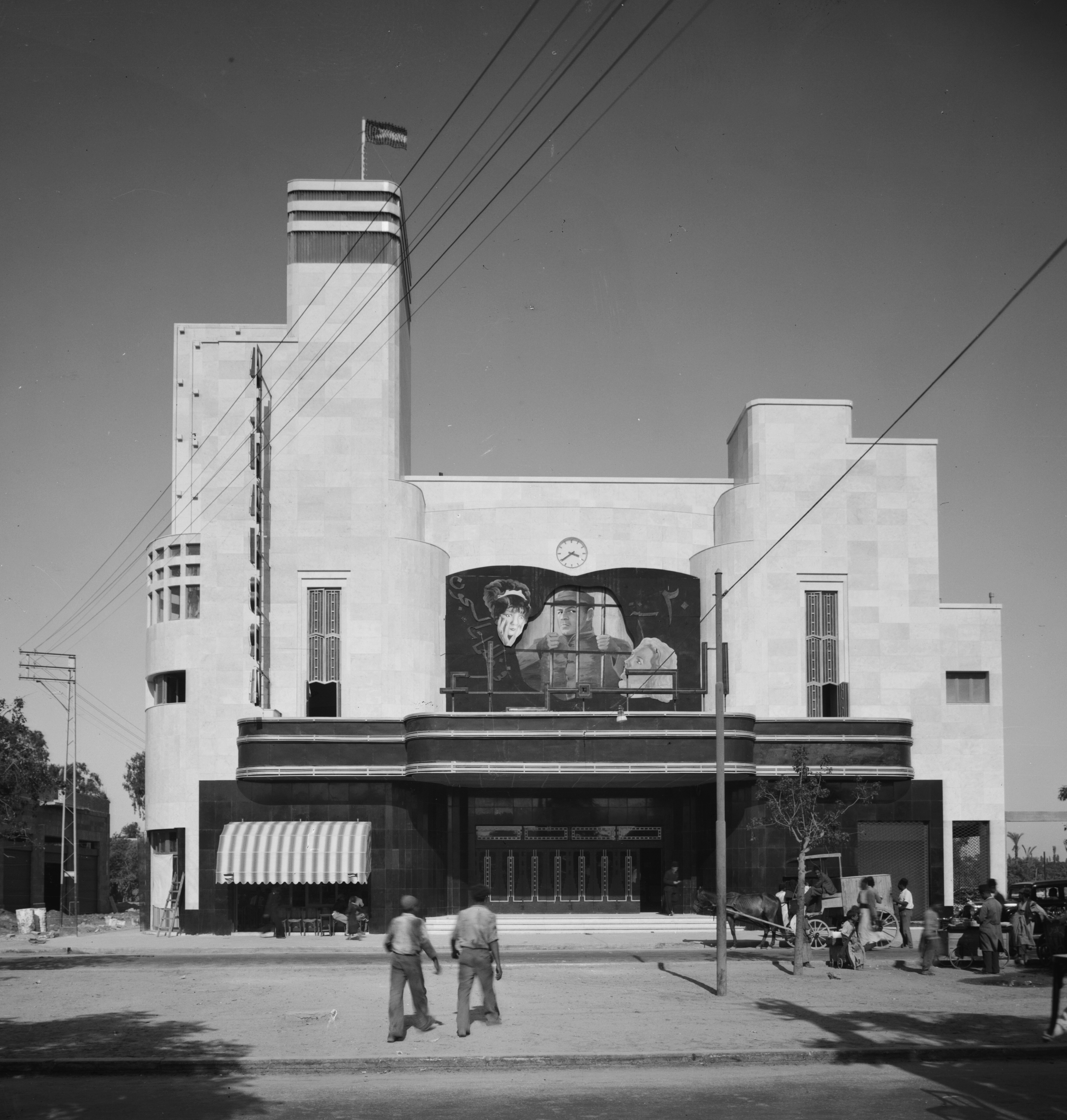
Le cinéma de l’Alhambra à Jaffa, en 1937, théâtre d’attentats de l’Irgoun le 13 décembre 1947 qui firent 6 morts et 25 blessés. Touché par la loi sur la propriété des absents, c’est aujourd’hui le siège de l’église de Scientologie en Israël.

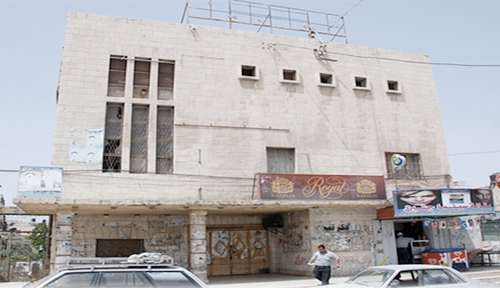
Le Cinema Jenin en 2008.

Noemí Artal recense une demi-douzaine de films réalisés par Ibrahim Lama en Égypte (le premier est Qubla fi al-Sahra en arabe : Un Baiser dans le désert) entre 1927 et 1933.
Mais le documentaire de Ibrahim Hassan Sirhan (ou Serhan) sur la visite du roi Ibn Saoud en 1935 en Palestine mandataire est généralement considéré comme le premier film de l’histoire du cinéma palestinien, car tourné en Palestine par un Palestinien,  Sirhan a suivi le roi dans sa visite de la Palestine, de Lod à Jaffa et de Jaffa à Tel Aviv. Le résultat, un film muet, est présenté au festival de Nabi Rubin. Après ce documentaire, Sirhan contacte Jamal al-Asphar pour produire un moyen-métrage de 45 minutes appelé Les Rêves réalisés, pour promouvoir la cause des orphelins. Sirhan et al-Asphar produisent aussi un documentaire sur Ahmed Hilmi Pasha (en), membre du Haut Comité arabe,. En 1945, Sirhan fonde la Compagnie arabe du film avec Ahmad Hilmi al-Kilani. La compagnie lance un long-métrage, Veille de fête, suivi par les préparatifs pour Un orage à la maison. Le film est perdu en 1948, quand Sirhan doit fuir Jaffa bombardée.

### Deuxième période: l’époque du silence, 1948–1967
L’expulsion et la fuite des Palestiniens d’Israël et des territoires conquis en 1948 (la Nakba) a un effet dévastateur sur la société palestinienne, y compris sur son industrie du film naissante. Celle-ci nécessite des équipements, des équipes professionnelles, et des financements spécialisés : par manque de tous ces facteurs de production, la production cinématographique palestinienne a pratiquement cessé pendant vingt ans. Seuls quelques Palestiniens participent à titre individuel à la production de films dans des pays voisins. Sirhan, par exemple, fut impliqué dans la production du premier long-métrage jordanien, Le combat à  Jarash en 1957, et Abdallah Ka'wash réalise le deuxième long-métrage du même pays, Ma patrie, mon amour, en 1964.
Dans les années 1960, un petit groupe de personnes commença à filmer la révolution palestinienne. L’organisation de libération de la Palestine (OLP) fournit une aide importante pour les aider à démarrer. À la fin des années 60, une centaine de ces films sont faits, centrés la plupart du temps sur la résistance collective, l’exil, et le sort des réfugiés expulsés d’Israël et des territoires occupés. Ces films sont projetés dans les camps de réfugiés, les camps d’entraînement, les villes et villages ; certains obtiennent une reconnaissance internationale. La distribution de ces films n’est pas contrôlée par les réalisateurs, mais faire du cinéma leur permet de raconter leurs propres histoires.

### Troisième période: le cinéma d’exil, 1968–1982
C’est après 1967 que les cinéma palestinien, sous les auspices de l’OLP, renaît. Plus de 60 films sont réalisés durant cette période, la plupart du temps des documentaires. Le premier festival du film palestinien a lieu à Bagdad en 1973 ; il est réédité en 1976 et 1980. Mustapha Abu Ali est un des premiers réalisateurs palestiniens, et participe à la création de l’association de cinéma palestinien à Beyrouth en 1973. Un seul film dramatique est réalisé pendant cette période, Retour à Haïfa en 1982, un adaptation d’un roman court de Ghassan Kanafani.
Dans les années 1960 et 70, le cinéma palestinien apparaît en Jordanie. Il suit au Liban l'Organisation de libération de la Palestine. En effet l'OLP a contribué en 1967-68 à la création d'une Unité cinéma, qui se transforme en Groupe du cinéma palestinien puis en Films de la Palestine avant de cesser d'exister deux ans plus tard. Le Front démocratique pour la libération de la Palestine a créé Le comité artistique qui a produit quelques films comme L’Intifada en 1975 et Contre le siège en 1978. Ce comité continue son travail sous l’appellation Institution Al Ardh pour la production cinématographique et va produire l’unique long métrage de fiction du cinéma palestinien, De retour de Haïfa (1978) réalisé par l’Irakien Kacem Hawel et inspiré d’un roman du même nom de Ghassan Kanafani.

#### Le pillage des archives filmiques par Israël, 1982-1986
Différents fonds d’archives filmiques du cinéma palestinien existaient. La plus importante était celle de l’OLP, héritière de l’unité de cinéma palestinien. En 1982, quand l’OLP est expulsé du Liban, les archives sont stockées à l’hôpital du Croissant Rouge, d’où elles ont disparues dans des circonstances restées longtemps mystérieuses. Récemment, plusieurs films appartenant à ces archives ont été localisés aux archives des forces de défense israéliennes à Tel HaShomer par la chercheuse Rona Sela. Sela a demandé à accéder à ces films, et la déclassification d’autres films palestiniens qui restent interdites d’accès aux archives militaires.

### Dernière période: retour à la patrie, des années 1980 à maintenant
En 1987, la première Intifada commence ce qui conduit à une couverture journalistique de cet évènement en Palestine, donnant ainsi l’occasion de présenter la réalité de l’occupation. C’est alors que plusieurs réalisateurs vont en Palestine faire leurs films, des documentaires, et partagent leurs techniques filmiques avec ces nouveaux reporters, donnant lieu à une nouvelle ère pour le cinéma palestinien. Centrée sur l’occupation israélienne et l’expérience des Palestiniens, elle se distingue de la période précédente centrée sur l’expérience de l’exil. Deux formes nouvelles émergent, les films d’urgence et les films de barrage routier qui appellent les spectateurs à l’action au nom des luttes palestiniennes. Dans les années 2000, le cinéma palestinien est à nouveau centré sur la résistance collective aux forces israéliennes.
Dans les années 1990, de nouvelles manières de tourner apparaissent : financement local (sans subsides européens ou de l’OLP), formats peu couteux (Betamax), et surtout nouvelles façons de traiter les sujets. La place des Israéliens comme ennemis tend à se réduire, interrogations sur les droits humains et sur la société palestinienne pour elle-même.
Chronique d'une disparition, comédie dramatique de 1996 réalisée par Elia Suleiman, est acclamé par la critique internationale ; c’est le premier film palestinien à bénéficier d’une sortie nationale aux États-Unis. Film sortant des sentiers battus, il remporte le prix du premier film au festival du film de Seattle, et le prix Luigi De Laurentiis à la Mostra de Venise. Parmi les principaux réalisateurs de cette période se trouvent Notable film directors of this period includeMichel Khleifi, Rashid Masharawi, Ali Nassar and Elia Suleiman.
En 2008, trois longs-métrages palestiniens et huit courts sont réalisés, plus qu’aucune autre année auparavant.
En 2010, le Hamas, gouvernant la bande de Gaza, annonce la sortie d’un film : La Grande Libération. Il raconte la destruction d’Israël par les Palestiniens.
Une initiative internationale permet la réouverture du Cinema Jenin dans le camp de réfugiés de Jénine en 2010.
Depuis les années 2000, tout projet de film tourné dans la bande de Gaza doit être approuvé par le ministère de la Culture du Hamas avant sa projection en public. Les réalisateurs indépendants affirment que le ministère de la Culture réprime tout contenu non-conforme à ses prescriptions. Un cas notable est l’interdiction, en 2010, du court-métrage Something Sweet, réalisé par Khalil al-Muzzayen, pourtant présenté au festival de Cannes. Hamas l’interdit à cause d’une scène de quatre secondes montrant une femme les cheveux découverts. En 2011, un festival accueilli par le centre des affaires féminines de Gaza présente des documentaires et quelques fictions sur des problématiques féminines, mais le ministère de la Culture a censuré plusieurs scènes. Un film a dû  retirer une scène où une femme abaisse une épaule de sa robe, et une scène d’un autre film où un homme jure a été coupée.
Depuis l’expansion des services de vidéo à la demande comme Netflix, les films palestiniens sont diffusés mondialement.

## Réalisateurs palestiniens
- Abdallah Al Khatib
- Elia Suleiman
- Hany Abu-Assad
- Mohammed Almughanni
- Michel Khleifi
- Annemarie Jacir

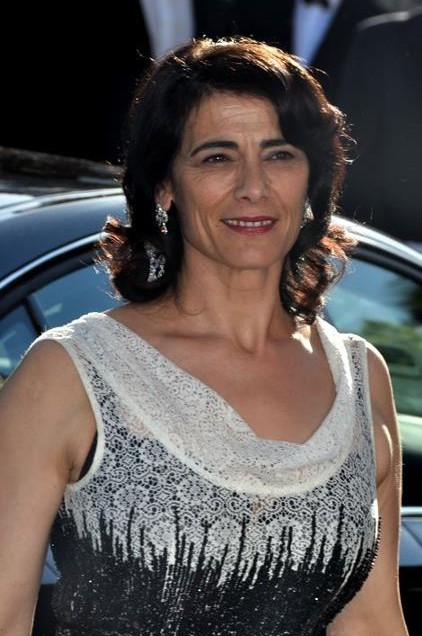
Hiam Abbass à Cannes en 2012.

- Arab Abu Nasser et Tarzan Abu Nasser
- Mai Masri
- Ameen Nayfeh
- Samir Abdallah
- Raed Andoni
- Najwa Najjar
- Scandar Copti
- Mahdi Fleifel
- Jessica Habie
- Firas Khoury
- Rashid Masharawi
- Majdi El-Omari

## Acteurs palestiniens
- Hiam Abbass
- Mohammed Bakri
- Maisa Abdelhadi
- Rashid Abdulhamid
- Tarzan Abu Nasser
- Lubna Baroud
- Mustafa Abu Althinin

## Films palestiniens
- 200 mètres
- Gaza mon amour
- Chronique d'une disparition
- Intervention divine
- Noce en Galilée
- Omar
- Paradise Now
- Condom Lead
- Dégradé
- Apartment 10/14
- Avec préméditation
- Colourful Journey
- 3000 nuits
- Ghost Hunting
- It Must Be Heaven
- Le temps qui reste
- Hommage par assassinat
- Cyber Palestine
- Introduction à la fin d'un argument
- 3.000 nuits
- Le Piège de Huda
- Alam
- Mars at sunrise
- Bye bye Tibériade
- Little Palestine
- Salt of this sea
- Wardi
- Samouni Road

## Festival de cinéma palestinien

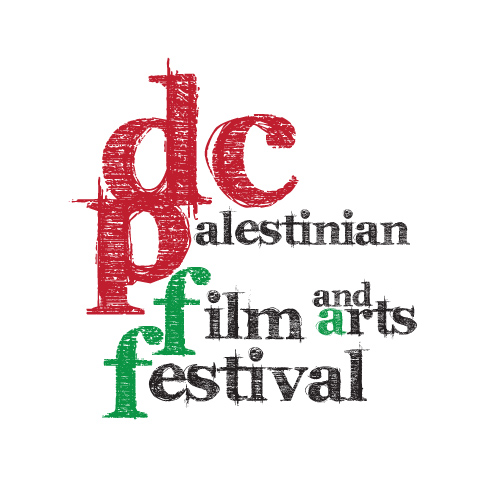
The DC Palestinian Film and Arts Festival (DCPFAF) logo

### A
- Al Ard Film Festival à Cagliari (Sardaigne)

### B
- Mostra de Cinema Àrab i Mediterrani de Catalunya (Festival du film arabe et méditerranéen de Catalogne) – Barcelone
- Boston Palestine Film Festival
- Muestra de Cine Palestino de Buenos Aires (Festival de cinéma palestinien de Buenos Aires) en 2015

### C
- Chicago Palestine Film Festival
- Muestra de cine palestino à Caracas en 2011-2012

### D
- DC Palestinian Film and Arts Festival à Washington DC

### H
- Houston Palestine Film Festival

### K
- Palestinian Film Festival - Koweit [24]

### L
- London Palestine Film Festival

### M
- Muestra de Cine Palestino de Madrid (Festival du film palestinien de Madrid) (2010-2016)
- Mizna's Twin Cities Arab Film Festival
- Festival cinéma méditerranéen de Montpellier

### R
- Al-Kasaba International Film Festival Al- Kasaba International Film Festival, à Ramallah, Cisjordanie

### S
- Muestra de Cine Palestino de Santiago en 2014-2015 (Festival du film palestinien de Santiago)
- Muestra de Cine Palestino de Sevilla (Festival du film palestinien de Séville) en 2015
- Festival du film palestinien de Singapour

### T
- Toronto Palestine Film Festival
- Festival Ciné-Palestine à la cinémathèque de Toulouse

## Institutions

### Institutions palestiniennes
Depuis 2006, le Dar al-Kalima College, située dans la région de Bethléem, devenu en 2013 l'Université des arts et de la culture Dar al-Kalima et finalement en 2021 l'Université de Dar al-Kalima, offre aux jeunes Palestiniens et Palestiniennes des formations et des spécialisations dans la production de films. L'université Dar al- Kalima est le premier établissement d'enseignement supérieur dédie a l'enseignement des arts, du patrimoine et de la culture en Palestine.

### Institutions étrangères
Le centre de documentation Cine Palestino de Madrid, fondé en 2010, conserve une centaine de pellicules de films palestiniens, ou de films sur la Palestine.
La cinémathèque de Toulouse héberge un fonds exceptionnel de 90 films palestiniens, documentant l’occupation israélienne, la lutte et la vie quotidienne en Palestine depuis les années 1960, fonds ayant échappé aux saisies des archives de l’institut du cinéma palestinien par l’armée israélienne dans les années 1980 à Beyrouth.